# Nurisztán

Nurisztán (dari: نورستان, Nūristān), Afganisztán 34 tartományának egyike, az ország keleti részén található, 7 kerületre tagolódik, fővárosa Parun. 140 900 fős lakosságával az ország legkisebb lélekszámú tartománya.
Korábban Káfirisztán néven volt ismert (jelentése: a hitetlenek földje), átnevezésére a lakosság 1895-96-os iszlamizációja után került sor, akik korábban egyfajta helyi elemekkel kevert ősi hinduizmust követtek. Az iszlamizációnak köszönhetően a tartomány a Nurisztán nevet kapta, amely jelentése a fény/felvilágosodás földje.
A terület korábban buddhista civilizációk által lakott régióban feküdt, azonban ezek fokozatosan az iszlám hatása alá kerültek. A nurisztáni emberek eredetét hosszú vita övezi.
A tartományban elsősorban mezőgazdasággal és állattenyésztéssel foglalkoznak, sokan napszámosok.

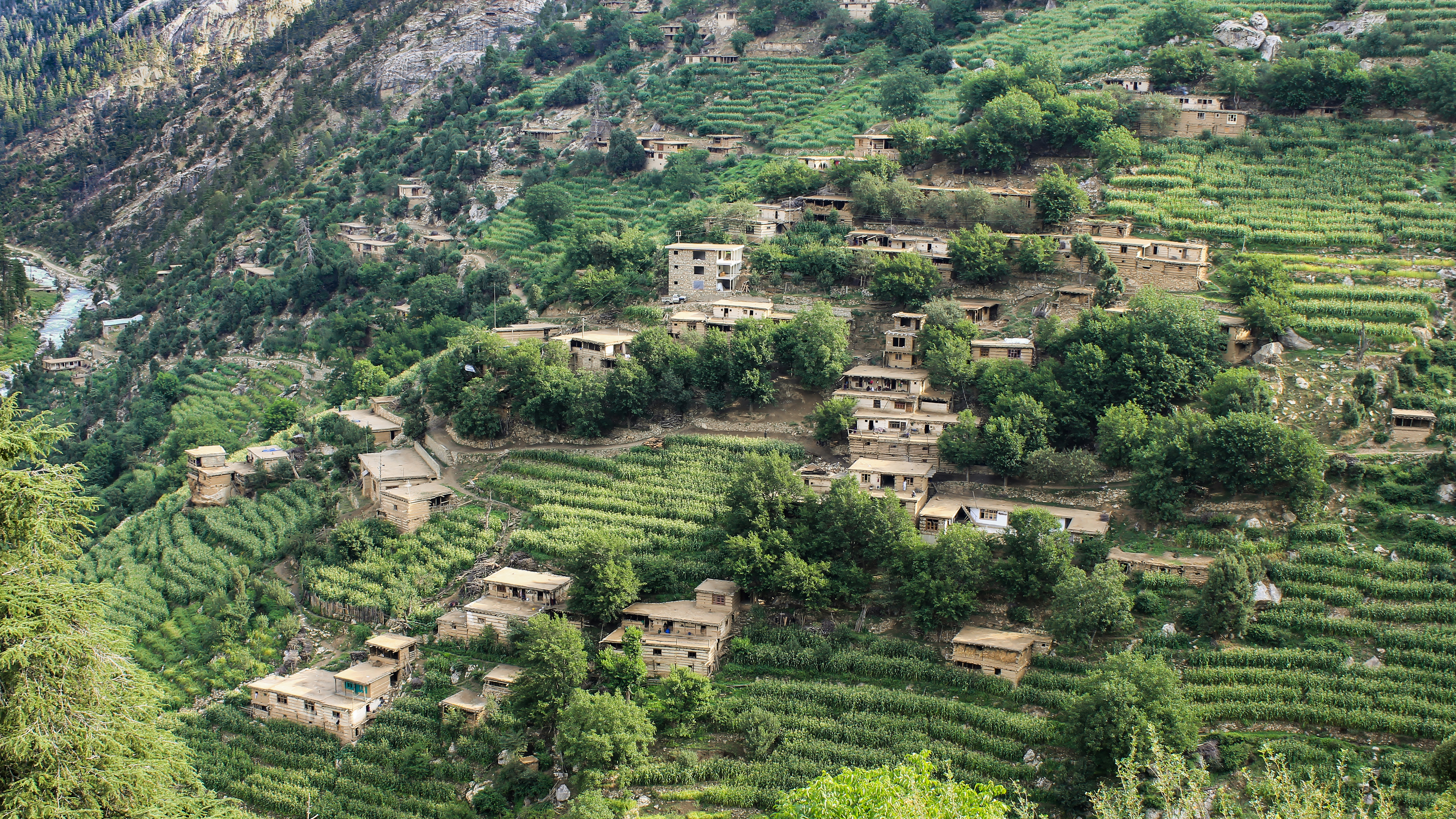

## Története
A környező vidéket i.e. 330-ban elérte Nagy Sándor hódítása, majd később a maurja uralkodó, Csandragupta hatalma alá került. A Maurja-dinasztia hozta el a buddhizmust a régióba, közép-ázsiai terjeszkedésüknek azonban a helyi gréko-baktriai csapatok útját állták. I. Szeleukosz Nikatór békeegyezményt köthetett Csandraguptával, aminek köszönhetően megszerezte a Hindukustól délre fekvő területek felett az uralmat.
Az iszlamizáció előtti időkben, a nurisztániak, avagy káfirok (arab: hitetlen) egyfajta lokális elemekkel kevert ősi hinduizmust követtek. A káfir elnevezést annak köszönhették, hogy amíg a környező területek lakossága fokozatosan felvette az iszlámot, addig ők kitartottak saját meggyőződéseik mellett. Megjegyzendő, hogy az elnevezésnek más eredete is lehetséges.
A Nurisztántól Kasmírig terjedő, Perisztán néven is ismert terület számos „káfir” kultúrának és indoeurópai nyelvű csoportnak volt a lakhelye, iszlamizációjára fokozatosan került sor. Perisztánt korábban buddhista államok és társadalmak vették körül, aminek köszönhetően ideiglenesen elterjedt az írástudás és az államiság. Földrajzi elhelyezkedésének köszönhetően a régió nehezen megközelíthető volt, így a buddhizmus visszaszorulásával elszigeteltté vált a terület. Az északon fekvő Badahsánban az iszlám vallás a 8. századtól kezdődően terjedt el, a 16. századra Perisztánt muszlim államok szegélyezték.
A káfirok eredetét számos legenda övezi. Egyes feltételezések szerint az arab Kurajs törzstől, mások szerint a perzsa gabaroktól, esetleg Nagy Sándor görög katonáitól származhatnak, emellett a kelet-afganisztáni indiaiakkal is azonosították már őket. Utóbbiak közé tartozik George Scott Robertson, véleménye szerint a 10. századi muszlim támadás után menekülhettek a hegyekbe.
Ezzel szemben egyes nurisztáni elbeszélések szerint népük eredetileg a Kabul- és Kunár-folyó összefolyásánál élhetett korábban, innen kellett elmenekülniük a gaznavida térnyerés következtében. Mahmúd gaznavida uralkodó a 10. század végi, 11. század eleji indiai hadjáratai során feltehetően behatolt Káfirisztánba is, azonban elsősorban csak a völgyek mélyebben fekvő területeiig juthatott el.
Egy 19. század végi útibeszámoló szerint a nurisztáni káfirok és a környező vidékek muszlim közösségei között folyamatosan feszült volt a viszony. A helyzet gyakran gyilkosságig fajult, ami egyfajta státuszszimbólumként működött ebben az időszakban.
Nurisztán életében a legnagyobb fordulópontra 1895-96-ban került sor, amikor Adbul Rahmán kán seregei bevették a területet. Ennek kiváltó oka az volt, amikor a Brit India és Afganisztán határán fekvő törzsi területek felosztásakor Káfirisztán egy része az afgán oldalon maradt. Afganisztán politikai vezetője, Abdul Rahmán igyekezett országa teljes lakosságát áttéríteni az iszlám vallásra, amivel az ország egységét kívánta megerősíteni. Ennek utolsó állomása Káfirisztán volt, amit önéletrajzi munkája szerint seregei 1895-1896 telén 40 nap alatt több irányból vettek be. A káfirokat Laghmanba telepítették, helyükre veteránok és afgánok költöztek. Nurisztán népességének jelentős része felvette az iszlám vallást. Áttérésük egyik meghatározó oka a dzsizje, azaz a nem muszlim alattvalókra kivetett állami adó elkerülése volt. Abdul Rahmán Káfirisztán meghódítása és a káfirok áttérítése után a területet Nurisztán névre nevezte át. Az elnevezés az iszlám hódításának szimbóluma, jelentése „a fény földje”.

### 20. század
Az elmúlt évszázadban a tartomány élete viharos volt. Pakisztán 1947-es létrejötte óta az afgán politika meghatározó elemévé vált a többnyire pastuk által lakott Haibar-Pahtúnhva és Pakisztán Szövetségi Irányítású Törzsi Területeinek (Federally Administered Tribal Areas, FATA) Afganisztánhoz csatolása, amely fegyveres konfliktushoz vezetett az afgán-pakisztáni határ mentén. Az 1980-as években zajló szovjet-afgán háború gerillaharcok színterévé változtatta Nurisztánt. 1993-ban az afgán kormány elismerte Nurisztán autonómiáját és létrehozta Nurisztán tartományt, amely ma Afganisztán 34 tartományának egyike.

### 21. század
Napjainkban Nurisztán Afganisztán egyik legszegényebb és legelszigeteltebb tartománya. Elszigeteltségét a földrajzi viszonyok mellett az infrastruktúra hiánya adja. Az úthálózat rossz állapotát javítandó számos projekt indult azok fejlesztésére, azonban a biztonsági kockázatok több alkalommal is gátat szabtak az útépítéseknek. A folyamatos harcok a 21. században sem szűntek meg.

## Vallás
A pre-iszlám korban Nurisztán lakossága egy helyi elemekkel kevert ősi hinduizmust követett. A legfontosabb istenség Imra volt. Az istenek mellett angyalok, valamint jó és rossz szellemek is a káfirok hitének részei voltak. Vallásukban számos rituálé és ünnepség megtalálható volt. Ide sorolandó a Gerdila ünnep, amely során összegyűltek az Imra Patta-n (jelentése: Isten helye). Ezt egy 3 méter magas kő jelölte meg, amelyet a nők számára tilos volt megközelíteni. A szertartást vezető két pap egy útleírás szerint extázisba esett a rituálé során. Az áldozatbemutatás része volt vaj, sajt és liszt adományozása, valamint egy kecske feláldozása, amelynek vérével meg is locsolták a követ. Állatáldozat bemutatására nemcsak nagy ünnepek alkalmával kerülhetett sor, hanem a hétkoznapokban is, így akár egyes természeti jelenségek és mezőgazdasági eredmények javítását is szolgálta a folyamat. A káfirok életének szerves részét képezte a heti egy szabadnap, amely során a helyiek táncoltak, zenéltek és énekeltek, a bor fogyasztása igen gyakorinak számított.
A hindu istenségek mellett olyan isten nevekkel is találkoztak az akkori misszionáriusok, mint Fatima vagy Aisa. Mindkét istennév kapcsolatot mutat az iszlám vallásban jelentős személyekkel.
Halottaikat a falu határában akár napokig nem ásták el. A díszes ruhákba öltöztetett holttestek körül táncos-zenés szertartásokat tartottak, mielőtt koporsóba helyezték őket. Amennyiben egy harcos holttestét nem sikerült hazaszállítani, úgy a ruháiba öltöztetett szalmabábut temettek el helyette.
A 19. század végi iszlamizációt követően a többség felvette az iszlám vallást, Káfirisztánt Nurisztánra nevezték át, az elnevezés az iszlám által elhozott fényre utalt. Ahogy a lakosság jelentős része áttért az iszlámra, egyre inkább elvesztették korábbi szokásaikat A 20. század közepén megkezdődött a radikális iszlám terjesztése, amely nagymértékben szembement a korábbi káfir szokásokkal, így a tánc és a zene betiltására került sor. A nők elkendőzése általánossá vált a tartományban, azonban ez alól van néhány kivétel. A terület földrajzi adottságainak köszönhetően Nurisztán nagyon élesen tagolt, így nem ritka, hogy az egyes közösségek maguk döntik el, hogy az iszlám mely irányzatát kívánják követni.

## Politika és kormányzás
Nurisztán fővárosa a központi helyen elterülő Parun. A tartomány első embere Hafiz Abdul Qayyum, aki Jamaluddin Badar kormányzót követve került hatalomra, miután Badart korrupciós ügyek miatt elítélték.

## Egészségügy
A tiszta ivóvízzel rendelkező háztartások aránya 2%-ról 12%-ra nőtt 2005 és 2011 között. Ugyanebben az időszakban a szakképzett szülésznő által levezetett szülések száma 1%-ról 22%-ra nőtt.

## Oktatás
A tartományban az évezred elején az írni-olvasni tudók aránya igen alacsony volt, 2005-ben 17,7%, 2011-ben 17%. Ezzel szemben az iskolába beiratkozottak száma (6-13 éves kor) a 2005-ös 8,7%-ról 45%-ra nőtt 2011-ben.

## Nyelvek
A lakosság 90%-a a következő nurisztáni nyelveket beszéli: askunu, kamkata-viri, vasi-vari, tregami, kalasha-ala, pashayi.
Afganisztán két hivatalos nyelvét, a pastut és a darit második és harmadik nyelvekként használják a nurisztáni nyelvek után.

## Földrajza
Északon Badahsán, nyugaton Pandzsír, délen Lagmán és Kunár tartományokkal, míg keleten Pakisztán Haibar-Pahtúnhva közigazgatási egységével határos. Nurisztán a Hindukus déli lejtőin terül el, az Alingar-, Pech-, Landai Szin- és Kunár-folyók vízgyűjtő- és folyamterületén. A terület nagy része erdővel borított, gazdag biodiverzitással rendelkezik, emellett kiemelendő a sajátos monszun éghajlat, amely az Indiai-óceán felől érkező légáramlatoknak köszönhető.

### Kerületek
Barg-i Matal, Du Ab, Kamdesh, Mandol, Nurgram, Parun, Wama, Waygal.